# N345 (België)
De N345 is een gewestweg in België aan de oostkant van de plaats Ieper. De weg verbindt de N8/N37 met de N313. De weg heeft een lengte van ongeveer 2 kilometer. De weg verloopt via de Kruiskalsijdestraat en de Potijzestraat.
De gehele weg bestaat uit twee rijstroken voor beide rijrichtingen samen.